# Pragmática Sanção
Pragmática Sanção é a designação tradicionalmente dada a toda a norma ou disposição legal promulgada de forma solene por um soberano absoluto que disponha sobre aspectos fundamentais do Estado, regulando questões como a sucessão no trono, as matérias de religião de Estado e outras. Na história do Sacro Império Romano-Germânico refere-se mais especificamente a um édito emitido pelo imperador.
As pragmáticas sanções são geralmente identificadas pelo ano em que foram decretadas ou pelo nome do seu autor. Quando referida como nome próprio e não qualificada de outro modo, usualmente refere-se à Pragmática Sanção de 1713.
Como exemplo, ao longo da história registam-se:
- Pragmática Sanção de 554, promulgada pelo imperador Justiniano (527-565).

- Pragmática Sanção de 1269 – supostamente promulgada por Luís IX de França em março de 1269, referente a várias reformas clericais foi uma falsificação forjada no século XV.

- Pragmática Sanção de Bourges – promulgada por Carlos VII de França em 7 de julho de 1438 em Bourges, limitou a autoridade do Papa sobre a Igreja, na França.

- Pragmática Sanção de 1439, promulgada pelos príncipes eleitores germânicos em 26 de março de 1439, aceitou alguns dos decretos do Conselho de Basileia, com modificações. É alegado que o nome Pragmática Sanção não é correctamente aplicado a este documento, uma vez que foi emitido por príncipes subordinados ao Imperador, sem o aval deste.

- Pragmática Sanção de 1549, promulgada pelo imperador Carlos V, estabeleceu as Dezessete Províncias como entidade separada do Sacro Império e da França.

- Pragmática Sanção de 1713 – promulgada a 19 de abril pelo imperador Carlos VI do Sacro Império Romano-Germânico (1685-1740) que, desejoso de manter unificados os domínios dos Habsburgos, declarava que a sua filha Maria Teresa da Áustria o sucederia no trono.

- Pragmática Sanção de 1759 – promulgada a 6 de outubro de 1759 por Carlos III de Espanha (1759-1788) em Nápoles, regia a sucessão aos tronos de Nápoles, Sicília e Espanha, e proibia a união de Espanha e das Duas Sicílias.

- Pragmática Sanção de 1767 – promulgada por Carlos III de Espanha, determinava a expulsão da Companhia de Jesus do país.

- Pragmática Sanção de 1776 – promulgada por Carlos III de Espanha, versava sobre os matrimónios desiguais.

- Pragmática Sanção de 1789 – promulgada por Carlos IV de Espanha.

- Pragmática Sanção de 1830 – promulgada em 29 de março (maio?) de 1830 por Fernando VII de Espanha, derrogando a vigente lei sálica (estabelecida em moldes próprios por Filipe V de Espanha de permeio com o sistema de sucessão que antecedeu a monarquia Bourbon — ver Carlismo) —, e permitindo, portanto, às mulheres aceder ao trono espanhol na ausência de herdeiros varonis. O diploma havia sido aprovado desde 1789, sob o reinado de Carlos IV de Espanha, mas nunca havia sido oficialmente promulgado. Sem filho legítimo varão, até então o seu irmão, o infante D. Carlos, era o herdeiro legítimo do trono, enquanto que, com esta pragmática, passava a ser herdeira a sua filha mais velha.